# Brusy
Brusy ( udtale: [ˈbrusɨ];  kasjubisk: Brusë; tidligere tysk: Bruß)  er en by i den sydlige del af voivodskabet Pommern i det nordlige Polen. Den har 5.112(2023) indbyggere og et areal på 	5,1  km², og en del af powiatet (amt) Chojnice.

## Historie
Brusy var en kongelig landsby i Polske krone, administrativt beliggende i Powiatet Tuchola i Voivodskabet Pommern.  Siden det 19. århundrede var Brusy et vigtigt centrum for Kasjubere, selvom en del kasjubere fra Brusy emigrerede til Winona  i Minnesota i slutningen af 1900-tallet. I 2007 blev den niende kongres for kasjubere afholdt her, og i 2012 blev den årlige fejring af den Kasjubiske  enhedsdag  afholdt her. En kasjubisk gymnasieskole er også placeret i byen.
Under Den tyske besættelse af Polen under 2. verdenskrig, var indbyggerne i Brusy blandt over 450 polakker, der blev massakreret af tyskerne i efteråret 1939 i Igielska-dalen.